# Cteniscus maculiventris
Cteniscus maculiventris är en stekelart som först beskrevs av William Harris Ashmead 1896.  Cteniscus maculiventris ingår i släktet Cteniscus och familjen brokparasitsteklar. Arten är reproducerande i Sverige.

## Underarter
Arten delas in i följande underarter:
- C. m. sexmaculatus
- C. m. boreoalpinus